# Йенсен, Маркус (футболист)
Маркус Густав Йенсен (дат. Markus Gustav Jensen; род. 15 июля 2005) — датский футболист, атакующий полузащитник клуба «Оденсе».

## Клубная карьера
Йренсен — воспитанник клуба «Оденсе». 21 мая 2023 года в матче против «Люнгбю» он дебютировал в датской Суперлиге. 